# Křtomil
Křtomil (in tedesco Krestomil) è un comune della Repubblica Ceca facente parte del distretto di Přerov, nella regione di Olomouc.